# Flatiron Institute
Flatiron Institute er et privat forskningsinstitut i New York City, USA. Instituttet blev i 2016 grundlagt af milliardæren og matematikeren Jim Simons' finaltropiske organisation Simons Foundation. Instituttet omfatter fem videnskabelige centre: Center for Computational Astrophysics (CCA); Center for Computational Biology (CCB); Center for Computational Quantum Physics (CCQ); Center for Computational Mathematics (CCM); og Center for Computational Neuroscience (CCN). Det har også en gruppe kaldet Scientific Computing Core (SCC). Instituttet tager sit navn fra Flatiron District, hvor det er baseret.